# 淡路県民局

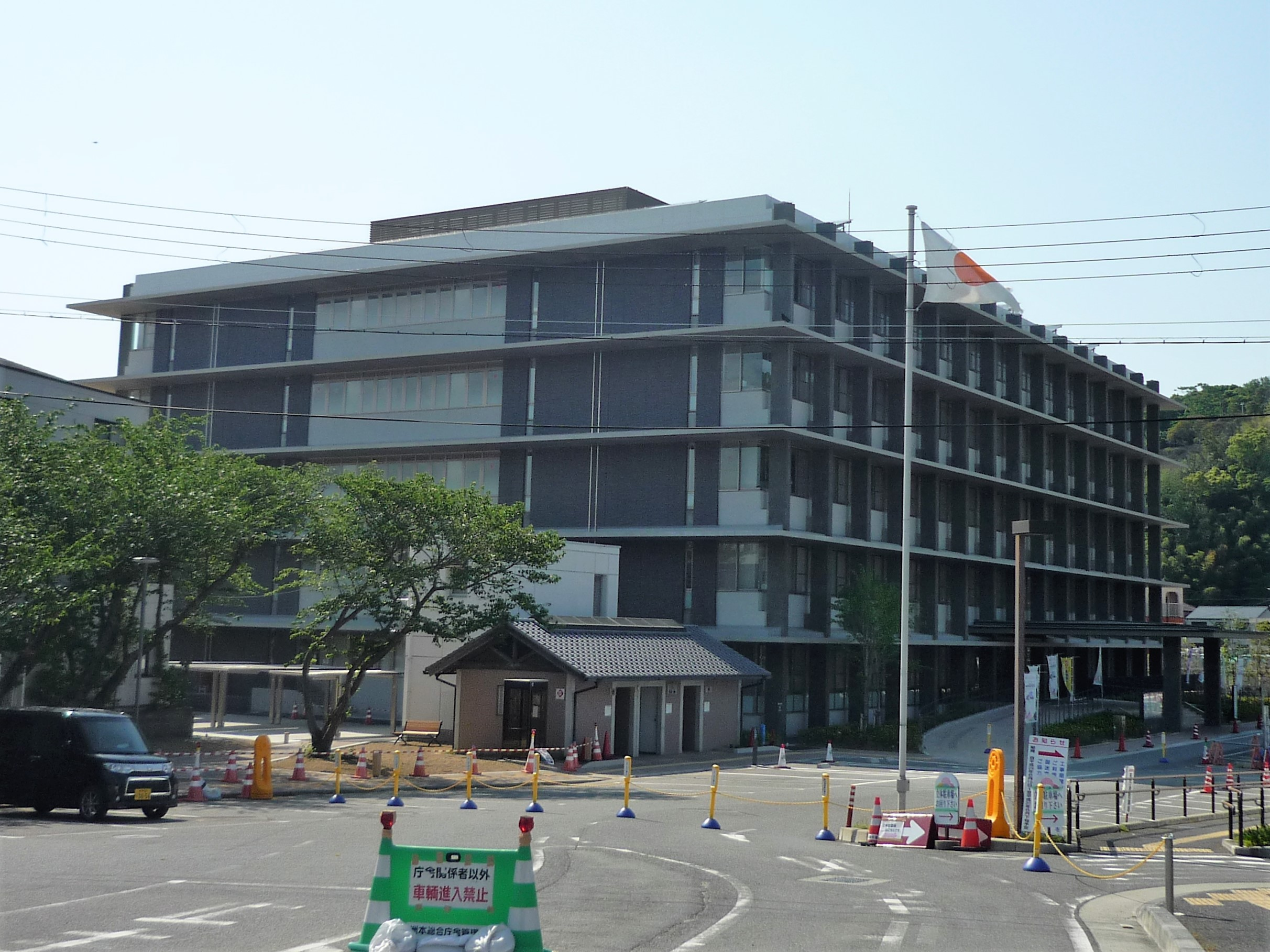
兵庫県洲本総合庁舎

淡路県民局（あわじけんみんきょく）は、日本の都道府県の一つである兵庫県の出先機関である。淡路島全域及び沼島を管轄する。
かつての名称は淡路支庁（あわじしちょう）であったが、名称に「支庁」を冠しなくなった現在も法律上においては地方自治法155条に基づいて設置される「支庁」の地位を有している。所在地は洲本市の兵庫県洲本総合庁舎。

## 概要
淡路島には津名郡と三原郡それぞれの郡役所が明治から大正まで郡制に基づき置かれていた。1942年（昭和17年）には洲本市に津名地方事務所、市村に三原地方事務所がそれぞれ設置されるが、この両地方事務所は1945年（昭和20年）6月6日に淡路支庁が設置されたためわずか3年で廃止された。この淡路支庁は兵庫県の歴史上において唯一の「支庁」を名称に含めた組織である。
1971年（昭和46年）、兵庫県は本土の地方事務所を再編して阪神・東播磨・西播磨・但馬・丹波の各県民局を地方自治法上の「支庁」として設置する条例の改正を行い、1975年（昭和50年）4月に各県民局が発足した。これに合わせ、従来より地方自治法に基づく「支庁」として設置されていた淡路支庁も本土と同等の淡路県民局となり、現在に至る。

## 管轄区域

兵庫県県民局及び県民センターの管轄区域図。点線は旧・摂津国、丹波国、播磨国、但馬国、淡路国、備前国、美作国の国境（幕末期）。

- 洲本市
- 淡路市
- 南あわじ市

## 組織
健康福祉事務所は他の都道府県における保健所に相当する。

### 洲本総合庁舎
- 総務企画室
- 県民交流室
- 洲本県税事務所
- 洲本健康福祉事務所
- 洲本農林水産振興事務所
- 洲本土地改良事務所
- 洲本土木事務所

### 農業改良普及センター（庁舎外に所在）
- 南淡路農業改良普及センター（南あわじ市・洲本市）※南あわじ市に所在
- 北淡路農業改良普及センター（淡路市）※淡路市に所在

## 所在地
洲本総合庁舎
- 兵庫県洲本市塩屋2-4-5 郵便番号 656-0021
- 淡路交通「宇山」「築地町」バス停より徒歩、もしくは高速バス各社「洲本バスセンター」より徒歩